# Vaivase-Tai FC
Der Vaivase-Tai Football Club ist ein samoanischer Fußballklub aus Apia. Mit sieben Titeln in der Samoa National League ist er Rekordmeister seines Landes.

## Geschichte
Der Klub wurde 1964 gegründet. Zum Start der nationalen ersten Liga im Jahr 1979 beendete er die Spielzeit als Meister, wie auch in den beiden nächsten Spielzeiten. Anschließend folgte noch eine Meisterschaft im Jahr 1983. Nach einer längeren Zeit ohne Titel gewann die Mannschaft dann im Jahr 1998 sowie noch einmal 2006 wieder eine Meisterschaft. Durch diesen letztgenannten Titel wäre der Klub auch bei der OFC Champions League 2007 spielberechtigt gewesen, trat jedoch nicht an.
Die nächste Spielzeit, welche das Team des Klubs dann als Meister abschloss, war schließlich im Jahr 2022. Über den dritten Platz in der Folgesaison wurde die Mannschaft dann für die OFC Champions League 2024 nominiert. Dort schaffte man es mit 18 selbst erzielten Treffern ohne Gegentor die Qualifikation zu gewinnen und sich somit erstmals in seiner Geschichte für die Gruppenphase zu qualifizieren.